# Тропнікова Діана Володимирівна
Діана Володимирівна Тропнікова (біл. Дыяна Уладзіміраўна Тропнікава; нар. 28 червня 1986, Гомель, Білоруська РСР) — білоруська футболістка, нападниця клубу «Зірка-БДУ» та тренерка з науково-методичної роботи мінського «Динамо». Викладає у БДУФК.

## Клубна кар'єра
Професійно займатися футболом почала у 16 років у Білоруському державному університеті фізичної культури. У професійному футболі дебютувала 21 березня 2010 року в переможному (6:1) виїзному поєдинку Суперкубку Білорусі проти вітебського «Університету». Вийшла на поле на 60-й хвилині, замінивши Анастасію-Гражину Щербаченю, а на 67-й хвилині відзначилася першим голом у дорослому футболі. У Вищій лізі Білорусі дебютувала 10 квітня 2010 року в переможному (6:0) домашньому поєдинку 1-го туру Вищої ліги Білорусі проти «Мінська». Тропнікова вийшла на поле на 60-й хвилині, замінивши Анастасію Попову, а на 68-й хвилині відзначилася першим голом в еліті білоруського футболу. Рекордсменка «Зірки-БДУ» за кількістю матчів у національних чемпіонатах – 195, найкраща бомбардирка команди – 147 голів. 8-разова срібна призерка та 3-разова бронзова призерка чемпіонату Білорусі. 3-разова володарка кубку Білорусі та 4-разова володарка суперкубку Білорусі.
У серпні 2019 року отримала тренерську ліцензію категорії В.

## Кар'єра в збірній
У футболці жіночої збірної Білорусі дебютувала 21 серпня 2010 року в програному (0:4) домашньому поєдинку кваліфікації чемпіонату світу проти Нідерландів. Тропнікова вийшла на поле в стартовому складі, а на 35-й хвилині його замінила Марина Гузаревич. У 2010 році провела 2 поєдинки за національну команду.